# Marie-Geneviève Navarre
Marie-Geneviève Navarre (* 1737 in Paris; † September 1795 ebenda) war eine französische Malerin des 18. Jahrhunderts.
Navarre studierte die Technik des Pastellporträts bei Maurice Quentin de La Tour und kopierte in Öl. Sie stellte im Hôtel d'Aligre in der Rue St. Honoré 1762 und 1764 aus. 1774 zeigte sie ihre Werke, gemeinsam mit Adélaïde Labille-Guiard, einer anderen Schülerin von de la Tour, im Salon de la Correspondence. Navarre arbeitete vornehmlich als Porträtistin, aus ökonomischen Gründen nicht zuletzt als Miniaturmalerin. Eine kurze, kinderlose Ehe wurde 1779 geschieden. Navarre war Mitglied der Künstlergilde Académie de Saint-Luc, die unter ihren etwa 4500 Mitgliedern etwa 130 Frauen zählte.
Aktuell ist nur ein signiertes Werk der Malerin bekannt. Es befindet sich im National Museum of Women in the Arts.

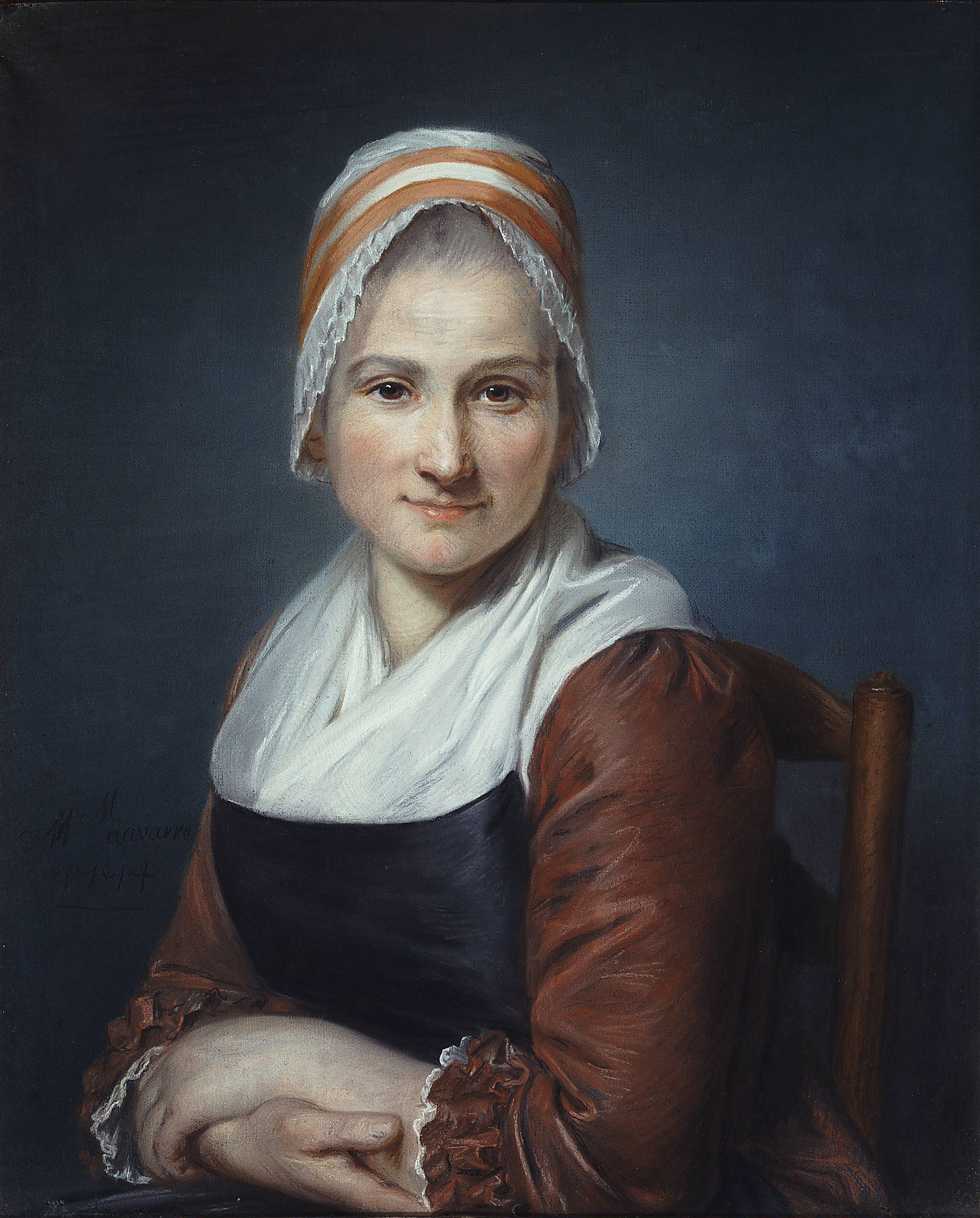
Bild geschaffen von Marie-Geneviève Navarre – Porträt einer jungen Frau (1774)